# Astelia banksii
Astelia banksii är en enhjärtbladig växtart som beskrevs av Allan Cunningham. Astelia banksii ingår i släktet Astelia och familjen Asteliaceae. Inga underarter finns listade i Catalogue of Life.

## Bildgalleri

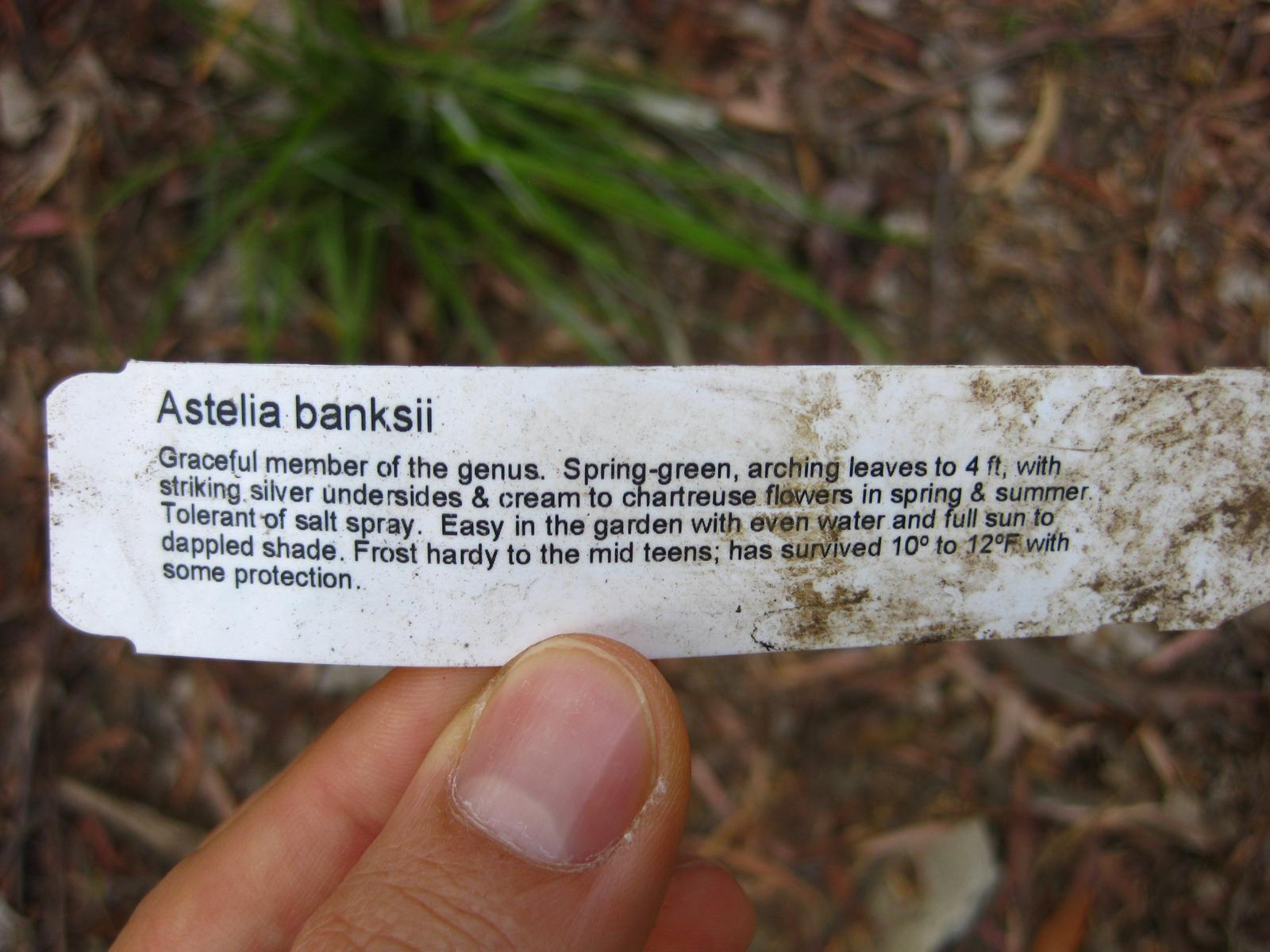